# Liste des monuments historiques protégés en 1878
Cet article recense les monuments historiques français classés en 1878.

## Protections
| Édifice                | Commune     | Département | Région    | Protection | Base Mérimée                         | Coordonnées                      | Image |
| ---------------------- | ----------- | ----------- | --------- | ---------- | ------------------------------------ | -------------------------------- | ----- |
| Château de Lichtenberg | Lichtenberg | Bas-Rhin    | Grand-Est | classé     | « PA00084776 », notice no PA00084776 | 48° 55′ 19″ nord, 7° 29′ 00″ est |       |